# Frédéric Pham
Frédéric Pham (né le 17 novembre 1938 à Saigon) est un mathématicien et physicien mathématicien franco-vietnamien. Il est réputé notamment pour ses contributions aux sphères de Brieskorn, qui sont des exemples explicites de sphères exotiques. 

## Formation et carrière
Pham est élève à l'École polytechnique de 1957 à 1959. De 1961 à 1969, il travaille au Centre de recherche nucléaire de Saclay, où prépare sa thèse de doctorat. Au cours de ces années, il assiste également au séminaire animé par René Thom à l'Institut des hautes études scientifiques (IHES). En 1969, Pham a obtient son doctorat dirigé par Raymond Stora à Saclay avec une thèse intitulée Singularités des processus de diffusion multiple. Il devient en 1970 professeur à l'université Nice-Sophia-Antipolis où il reste jusqu'à sa retraite en 2001, puis en tant que professeur émérite. Il a été professeur invité à Hanoï pendant l'année universitaire 1979-1980. Il était un visiteur fréquent de l'Institut Fourier à Grenoble . 

## Recherches
Ses recherches portent sur les singularités analytiques des intégrales de Feynman, les singularités de Landau dans la théorie des S-matrices, les singularités de systèmes de courbes algébriques planes, l'analyse microlocale, la théorie des fonctions de plusieurs variables complexes, les approximations semi-classiques en mécanique quantique et les hyperfonctions de Mikio Satō. Dans les années 1960, Pham applique les méthodes de topologie différentielle de Thom aux singularités de Landau et, dans les années 1970, il travaille avec Bernard Teissier sur les singularités des systèmes de courbes algébriques planes. 
En 1970, il a été conférencier invité au Congrès international des mathématiciens de Nice (titre de sa conférence : Fractions lipschitziennes et saturation de Zariski des algèbres analytiques complexes). 

## Sources
- « Publications de Frédéric Pham », Annales de l'Institut Fourier, vol. 53, no 4,‎ 2003, p. 941-946 (DOI 10.5802/aif.1967, lire en ligne)
- Bernard Malgrange, « Les travaux de Frédéric Pham (Première partie) », Annales de l'Institut Fourier, vol. 53, no 4,‎ 2003, p. 947-955 et 957-975 (DOI 10.5802/aif.1968, MR 2033504, zbMATH 02014666, lire en ligne).
- André Voros, « Les travaux de Frédéric Pham (Deuxième partie) », Annales de l'Institut Fourier, vol. 53, no 4,‎ 2003, p. 957-975 (DOI 10.5802/aif.1969, MR 2033505, zbMATH 02014667, lire en ligne).

## Publications (sélection)
- [2011] Singularities of Integrals: Homology, Hyperfunctions and Microlocal Analysis, Springer Verlag, 2011, xi+217 (présentation en ligne)[3].
- [2003] Fonctions d'une ou deux variables, Dunod, coll. « Collections Sciences Sup », 2003
- [1996] Les différentielles, Masson, coll. « Enseignement des mathématiques », 1996, xiv+138 (ISBN 2-225-84895-5, EAN 9782225848957, BNF 36687762)
- [1981] avec Nguyen Tien Dai et Nguyen Huu Duc, Singularités non dégénérées des systèmes de Gauss-Manin réticulés, Montreuil, Gauthier-Villars, 1981
- [1979] Singularités des systèmes différentiels de Gauss-Manin, Birkhäuser, coll. « Progres in Mathematics », 1979, v+339 (ISBN 978-1-4757-1457-9)
- [1975] en tant qu'éditeur, Hyperfunctions and theoretical physics, Springer Verlag, 1975, (Conférence à Nice, mai 1973)
- [1967] Introduction à l'étude topologique des singularités de Landau, Paris, Gauthier-Villars, coll. « Mémorial des sciences mathématiques, vol. 164 », 1967
- [1965] « Formules de Picard-Lefschetz généralisées et ramification des intégrales », Bulletin Société mathématique de France, vol. 93,‎ 1965, p. 333–367 (lire en ligne).